# 联合果品公司

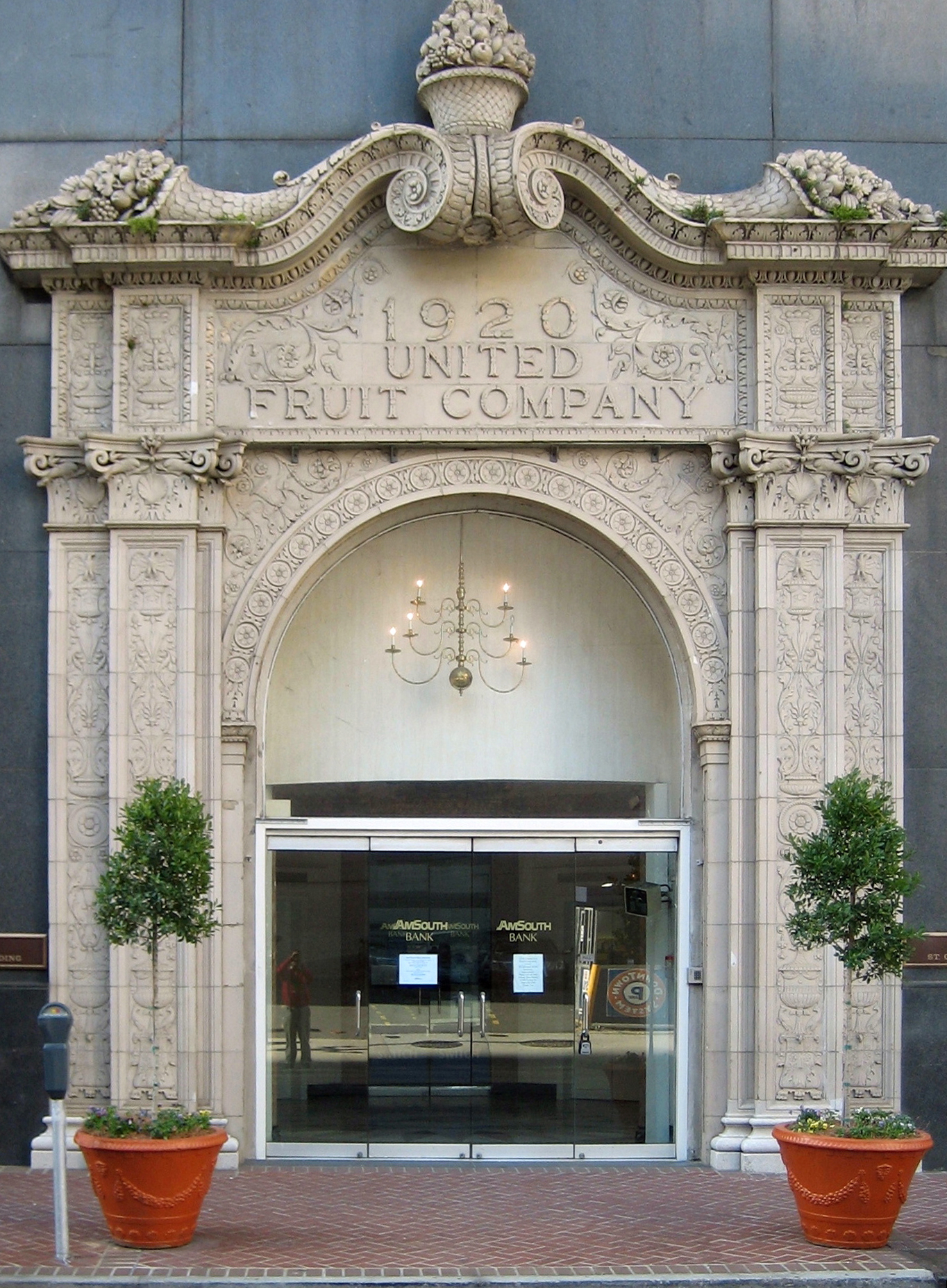
位于美国新奥尔良的联合果品公司正门

联合果品公司（英語：United Fruit Company，1899年－1970年）是過去的一家美国公司，現金吉達品牌國際公司的前身。公司主要收购第三世界国家种植园的热带水果（特别是香蕉和鳳梨），并销往美国和欧洲。
在20世纪的大部分时间里，联合果品公司控制了拉丁美洲的香蕉出口。因为在一些区域拥有大量土地，且垄断了香蕉贸易，公司对多个拉美国家的经济和政治有着很大的影响，实际上成爲这些国家的深層政府。其经营方式被人批评为新殖民主义，也是跨国公司干涉国际政治的原型。這些拉美國家也因高度依賴於水果出口被称为“香蕉共和国”。
公司领导也与美国外交有着密切的联系，比如艾倫·杜勒斯任美国中央情報局局长前，曾任联合果品公司董事，约翰·福斯特·杜勒斯在任美国国务卿前，曾为联合果品公司律师。托马斯·达德利·卡伯特，在联合果品长期担任总监身份，最终担任执行长，他其后于美国国务院工作；1953年，中情局在危地马拉策划政变的期间，约翰·摩尔·卡伯特任国务院泛美事务助理国务卿。
1970年联合果品与AMK公司合并，更名为联合品牌公司（United Brands）。1984年更名为如今的金吉达品牌国际公司。